# Paul Heaton
Paul David Heaton (né le 9 mai 1962 à Bromborough) est un chanteur anglais, compositeur-interprète.
Heaton a été membre des Housemartins, qui ont connu le succès au Royaume-Uni avec leurs titres "Happy Hour" et  "Caravan of Love", numéro un en 1986, avant leur dissolution en 1988. Il participe ensuite à la formation de The Beautiful South, dont le premier single et le premier album publiés en 1989 rencontrent le succès, poursuivant ensuite avec une série de hits dans les années 1990, comme "A Little Time". Le groupe s'est dissous en 2007. Il poursuit par la suite une carrière solo, avec trois albums, et en 2014, il sort What Have We Become ?, en collaboration avec l'ancienne chanteuse des Beautiful South, Jacqui Abbott. En 2015, ils sortent un autre album ensemble, Wisdom, Laughter and Lines, et en 2017, un troisième Crooked Calypso.
Le journal Britannique The Guardian a décrit Heaton comme "l'un de nos meilleurs auteurs-compositeurs : sa musique révèle une oreille intense pour la mélodie, les paroles de ses chansons un œil vif et un esprit brillant". AllMusic dit: "La chaude et mélodieuse voix de Paul Heaton masque souvent le contenu satirique et ciselé de ses paroles".

## Enfance
Paul David Heaton est né à Bromborough, Cheshire, le 9 mai 1962 de Doris et Horace Heaton. Il a deux frères plus âgés, Mark et Adrian Heaton. Quand il a quatre ans, sa famille déménage à Sheffield. Heaton s'intéresse alors au football, et tandis que ses frères aînés supportent Sheffield Wednesday, Heaton choisit de soutenir Sheffield United. Après le déménagement à Sheffield, leur père travaille dans la gestion et Heaton décrit son enfance comme étant "assez classe moyenne, même si vous ne pourriez le deviner au regard des écoles où je suis allé et des amis que j'avais".
Après une enfance à Sheffield, Heaton déménage à Chipstead, Surrey au cours de son adolescence, ce qui le pousse à se décrire comme "élevé à Sheffield, nourri dans le Surrey". Dans le Surrey, il forme, avec son frère Adrian, leur premier groupe "Tools Down" avec leurs amis de John Box et Stuart Mair. Après son départ du Surrey, Heaton voyage en auto-stop à travers l'Europe avant de s'installer à Hull en 1983, où il participe à la formation des Housemartins. Heaton vit également à Leeds pendant un an.
Pendant toute son enfance, le football est son principal centre d'intérêt et il assiste régulièrement aux matches de Sheffield United. Heaton joue aussi plus de 700 matches juniors et amateurs, insistant souvent pour revenir des concerts un vendredi ou un samedi soir pour jouer ses matches du samedi ou du dimanche.

## The Housemartins
Heaton, se présentant alors comme P. d. Heaton, forme The Housemartins au début des années 1980. Ce groupe est composé de Stan Cullimore à la guitare, Ted Key à la basse et Hugh Whitaker à la batterie. Key quitte rapidement le groupe et est remplacé par Norman Cook. Les Housemartins sortent plusieurs singles et deux albums studio, London 0 Hull 4 et The People Who Grinned Themselves to Death. Leur succès le plus populaire est une version a cappella de "Caravan of Love" (composée et interprétée à l'origine par Isley-Jasper-Isley), qui est leur seul numéro 1 au Royaume-Uni. Pour leur deuxième album, Hugh Whitaker est remplacé par Dave Hemingway à la batterie. Peu de temps après, les Housemartins se séparent.
Les paroles des chansons des Housemartins sont un mélange d'opinions marxiste et chrétienne (la pochette intérieure de Londres 0 Hull 4 contenait le message "Take Jesus - Take Marx - Take Hope", "Prenez Jésus – Prenez Marx – Prenez l'Espoir").

## The Beautiful South

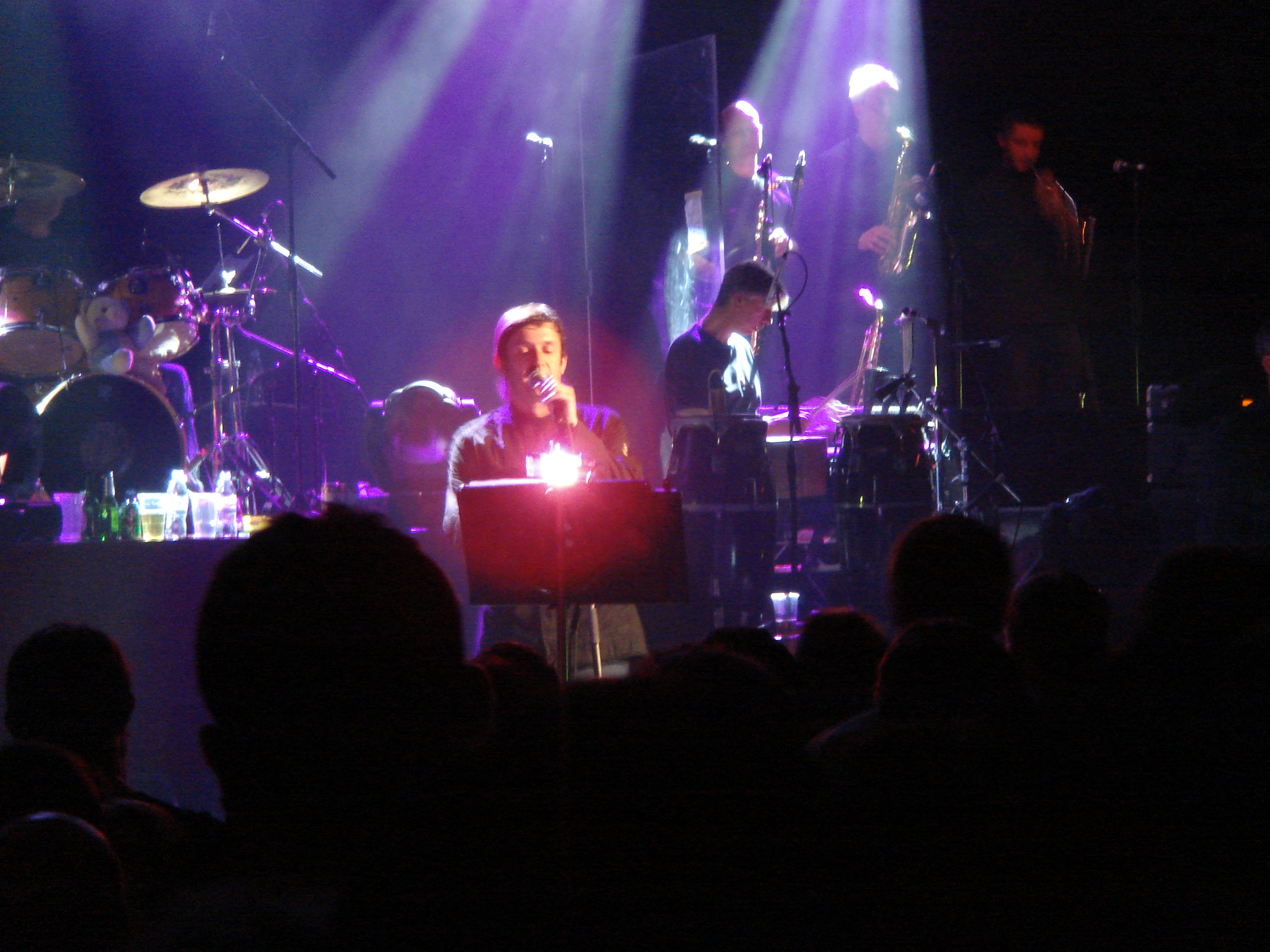
Heaton avec The Beautiful South, 2006

En 1988, The Beautiful South nait des cendres des Housemartins. Outre Heaton, le groupe se compose de Dave Rotheray à la guitare, Sean Welch, ancien roadie des Housemartins, à la basse, David Stead aux percussions et l'ancien batteur des Housemartins, Dave Hemingway, désormais dans le rôle de chanteur et co-leader du groupe. Les compositions du duo Heaton et Rotheray se révèlent très efficaces. The Beautiful South publie deux chansons qui atteignent le top dix, "Song for Whoever" et "You Keep It All In"; la seconde étant un duo entre Dave Hemingway et la chanteuse Irlandaise Briana Corrigan. En 1989, le groupe sort un album, Welcome to the Beautiful South. Leur plus grand succès est "A Little Time", sorti en 1990, qui atteint la première place des classements au Royaume-Uni.
Le groupe sort ensuite huit albums, dont deux (Blue is the Color en 1996 et Quench en 1998) atteignent la place de numéro 1 sur l'UK Albums Chart. Il publie également un Best-Of Carrie on up the Charts, qui devient également numéro 1 et disque de platine au Royaume-Uni.
Après une réunion, le 30 janvier 2007, le groupe décide de se séparer. Il publie un communiqué le 31 janvier, dans lequel il donne comme motif de sa dissolution des "similitudes musicales". La déclaration dit également que "Le groupe tient à remercier tout le monde pour ses dix-neuf merveilleuses années dans la musique". Dans un entretien à la BBC en juillet 2008, Heaton explique cette déclaration en affirmant que The Beautiful South a fait des albums se ressemblant beaucoup au cours des dix dernières années.

## Albums Solo
En 2001, Heaton sort un album solo en utilisant le personnage de Biscuit Boy (a.k.a. Crackerman). Cette double attribution de nom, comprenant l'alias entre parenthèses, est le nom officiel du projet sur les toutes premières versions.
L'album solo, Fat Chance, n'est pas un succès commercial, atteignant la 95e place pendant une semaine sur l'UK Albums Chart. Le single "Mitch" signé Biscuit Boy (a.k.a. Crackerman), atteint seulement la 75e place dans le UK Singles Chart.
Voulant donner une nouvelle chance à l'album, Mercury Records ressort Fat Chance en 2002. Mais malgré de nouvelles illustrations et, cette fois, le nom de Paul Heaton en couverture, l'album se classe encore plus bas, à la 168e place. "The Perfect Couple", le single tiré de cette réédition fait aussi mal, atteignant au mieux la 102e place au Royaume-Uni.
De 2002 à 2007, Heaton retourne chez The Beautiful South.
A la dissolution des Beautiful South en 2007, Heaton forme un nouveau groupe "The Sound of Paul Heaton".
Le deuxième album solo de Heaton, The Cross Eyed Rambler, sort le 7 juillet 2008, et est précédé du single "Mermaids and Slaves", le 30 juin. L'album atteint le 43e rang dans les classements.
Heaton sort son troisième album solo, Acid Country en septembre 2010.
En 2011, le Festival International de Manchester soutient l'écriture par Heaton d'une anthologie de chansons basées sur les sept péchés capitaux, intitulée The 8th. La chanson d'origine est décomposée en une section pour chaque péché, destinée à être interprétée par un artiste différent. Les interprètes d'origine sont Wayne Gidden, Aaron Wright, King Créosote, Simon Aldred, Cherry Ghost, Jacqui Abbott, Yvonne Shelton et Mike Greaves. Les différentes chansons sont intégrées à une narration écrite par Che Walker.
Les représentations de The 8th débutent en juillet 2011 au Festival Pavilion Theatre de Manchester Albert Square. Six autres représentations de The 8th sont ensuite annoncées pour l'été 2012.
Outre les spectacles, The 8th est publié en juillet 2012 sur un CD/DVD incluant les chansons interprétées par Simon Aldred, Aaron Wright, Mike Greaves, Yvonne Shelton, Jacqui Abbott et Heaton lui-même.

## Paul Heaton & Jacqui Abbott

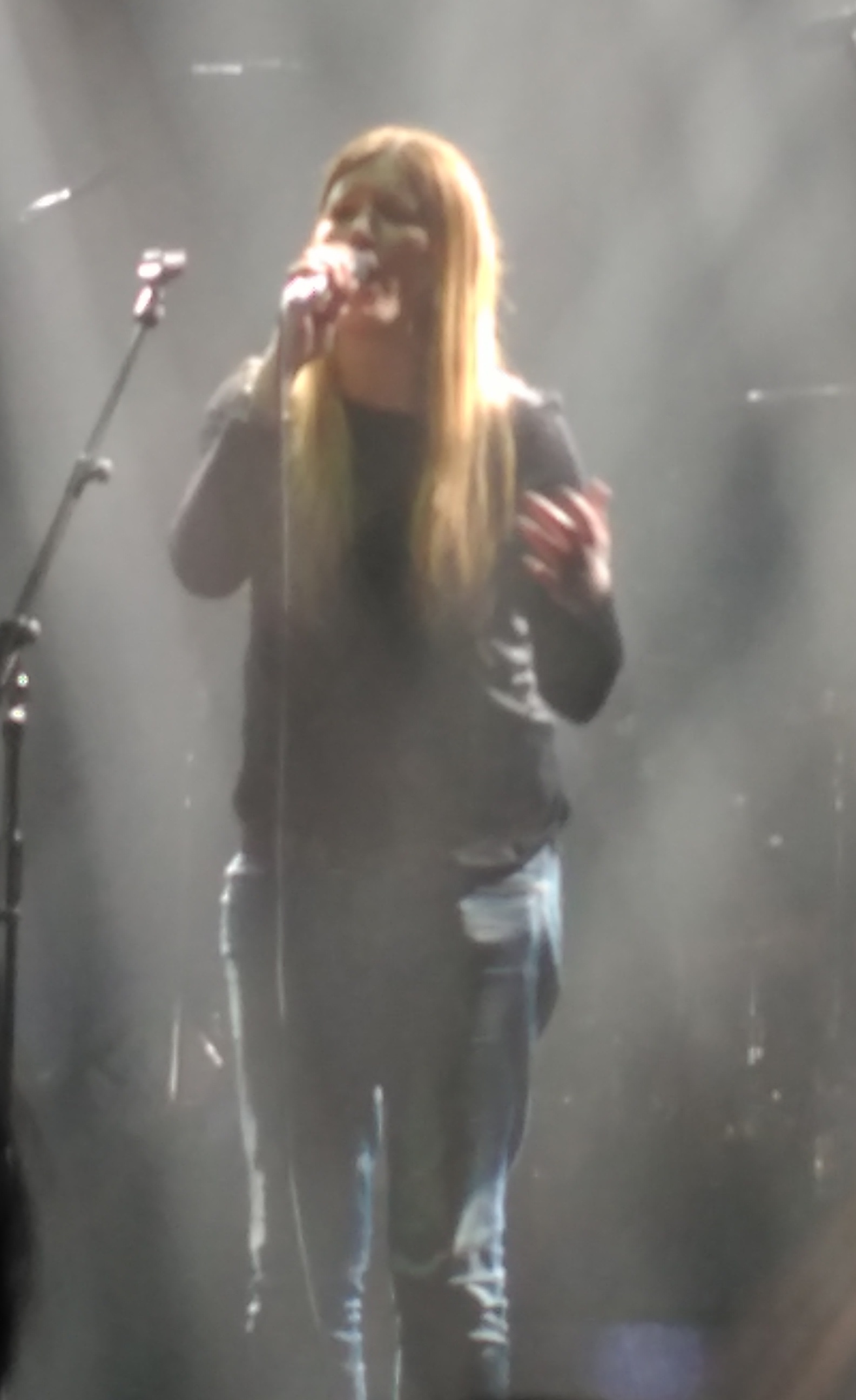
Jacqui Abbott en concert le 25 mars 2016

Paul Heaton renoue avec la chanteuse Jacqui Abbott, ancienne membre des Beautiful South, en 2013, pour de nouveaux enregistrements. Le résultat, What Have We Become ?, est publié le 19 mai 2014. L'album atteint le 3e place de l'UK Albums Chart. Il contient 12 chansons originales (et 4 de plus dans la version deluxe). Les chansons sont écrites par Heaton et son co-auteur Jonny Lexus, à l'exception de "D. I. Y", "When it Was Ours" et "You're Gonna Miss Me" (écrites par Heaton seul).
Sur le fait de retravailler avec Abbott, Heaton dit : "Travailler de nouveau avec Jacqui, c'était comme si vous alliez dans votre garage et que vous découvriez un belle Rolls Royce recouverte qui n'aurait plus été démarrée depuis des années. Jacqui est l'une des meilleures chanteuses avec qui j'ai travaillé et elle fait aussi partie de mon passé. Ce n'était qu'une question de temps avant que je lui demande de travailler de nouveau ensemble".
Le 30 octobre 2015, la collaboration entre Heaton et Abbott aboutit à un 2e album classé dans le top 10 au Royaume-Uni, Wisdom, Laughter and Lines.
Le 21 juillet 2017, Heaton et Abbott sortent leur 3e album, Crooked Calypso. Il atteint le 2e rang dans les classements Britanniques.
Leur quatrième album, Manchester Calling, sort le 6 mars 2020 et se classe à la première place des classements.

## Vie personnelle
Paul Heaton vit à Manchester avec sa femme et ses trois enfants.

## Discographie

### The Housemartins
- 1986 - London 0 Hull 4
- 1986 - The People Who Grinned Themselves to Death
- 1988 - Now That's What I Call Quite Good (Compilation)
- 2004 - The Best of The Housemartins (Compilation)
- 2006 - Live at the BBC (Compilation Live 1985-1987)

### The Beautiful South
- 1989 - Welcome to the Beautiful South
- 1990 - Choke
- 1992 - 0898 Beautiful South
- 1994 - Miaow
- 1994 - Carry On Up The Charts: The Best of The Beautiful South (Compilation)
- 1996 - Blue is the Colour
- 1998 - Quench
- 2000 - Painting it Red
- 2001 - Solid Bronze - Greatest Hits (Compilation)
- 2003 - Gaze
- 2004 - Golddiggas, Headnodders & Pholk Songs
- 2006 - Superbi'

### Paul Heaton
- 2001 - Fat Chance sous le nom de Biscuit Boy (Aka Crackerman)
- 2002 - Fat Chance
- 2008 - The Cross Eyed Rambler
- 2010 - Acid Country
- 2012 - Paul Heaton Presents... The 8th
- 2018 - The Last King of Pop (Compilation)
- 2024 - The Mighty Several

### Paul Heaton & Jacqui Abbott
- 2014 - What Have We Become
- 2015 - Wisdom, Laughter and Lines
- 2017 - Crooked Calypso
- 2020 - Manchester Calling
- 2022 - N.K.-Pop